# Томен, Николас
Николас (Ник) Томен (англ. Nicholas Thoman; род. 6 марта 1986 года, Цинциннати, Огайо, США) — американский пловец, олимпийский медалист. Специализируется в плавании на спине на дистанциях 50, 100 и 200 метров.
Дебютировал в составе сборной США на чемпионате мира по водным видам спорта 2011 года в Шанхае, занял четвёртое место в финале в плавании на спине на дистанции 100 метров и шестое — на 50 метров. Золотую медаль получил, выступив вместе с Марком Ганглоффом, Майклом Фелпсом и Нэтаном Эдрианом в комбинированной эстафете 4×100 метров, в которой они победили с результатом 3.32,06.
Тренировался в Аризонском университете.